# 梁王 (元朝)
梁王，蒙古帝国忽必烈1256年征服大理国領土，元朝建立后设立云南等处行中书省，封長孫甘麻剌為梁王，出鎮雲南；封给庶六子忽哥赤为雲南王，其与西平王奧魯赤称为二小王国，後來忽哥赤之孙孛罗在至正年间由云南王进封梁王，其後孛罗之子把匝剌瓦尔密鎮守雲南亦封梁王，但在洪武十四年十二月壬申（1382年1月6日）不敵明軍败走晋宁而自杀。
1390年，明朝洪武帝设云南承宣布政使司。雲南蒙古人也與他們有關。
此外，将领察罕帖木儿的父亲阿鲁温（乃蛮部豁里氏）由汝阳王进封。
中国近代学者梁漱溟自称祖先为元代梁王。

## 历代云南梁王
- 甘麻剌，元裕宗长子，至元二十七年十月壬申（1290年11月5日）封，出镇云南，二十九年（1292年）改封晋王。
- 松山，甘麻剌次子，至元三十年七月己未（1293年8月8日）封，以皇曾孙出镇云南。
- 王禅，松山之子，泰定元年十一月丁丑（1324年11月21日）由云南王进封，天历元年（1328年）帅师与太平王燕帖木儿战于柳林，兵败见杀。[1]
- 孛罗，忽哥赤之孙阿鲁之子，至正年间由云南王进封。
- 把匝剌瓦尔密，孛罗之子，洪武十四年十二月壬申（1382年1月6日）败走普宁自杀。